# Старокиївська гора
50°27′30″ пн. ш. 30°30′58″ сх. д. / 50.458333333333° пн. ш. 30.516111111111° сх. д.
Старокиївська гора — історична місцевість у Києві в Шевченківському районі. У широкому значенні — те саме, що й Верхнє місто (Старий Київ, літописна Гора), одна з двох найдавніших частин міста (другою є Поділ). Являє собою плато (висота найвищої точки відносно рівня Дніпра — близько 100 м), яке панує над Подолом. Старокиївська гора круто зривається на північ до долини Дніпра, а з південного заходу, півдня та сходу обмежується відлогими схилами, що спускаються в долину річки Либідь та Хрещатий яр. У вузькому значенні — північний виступ згаданого вище плато, на якому зосереджені археологічні пам'ятки, найвідоміші з яких пов'язані з виникненням міста та його розквітом у 10—13 ст..

## Історія

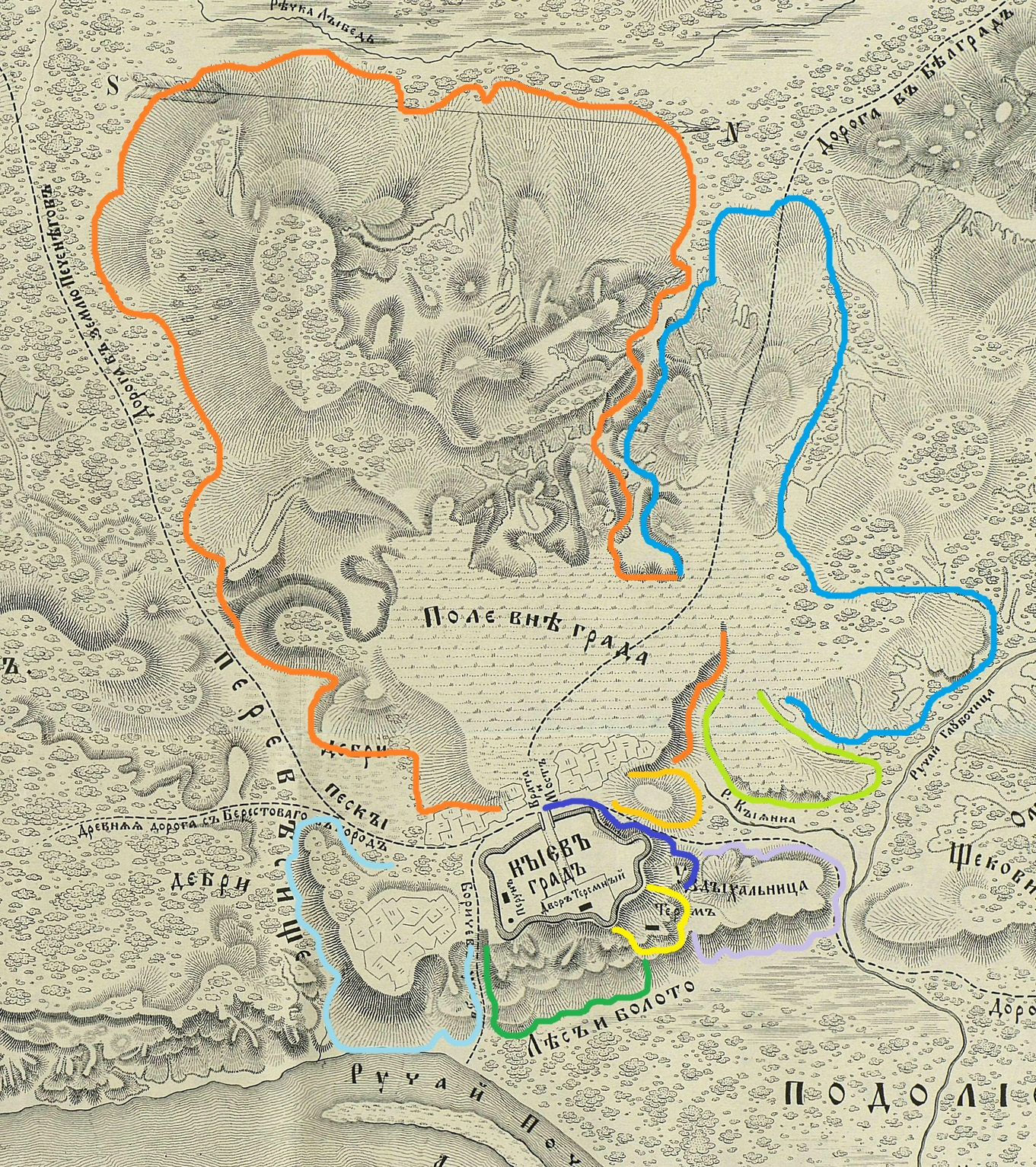
Старокиївське плато та Старокиївська гора; Андріївська гора; Уздихальниця; Михайлівська гора; Дитинка; Кудрявець; Волова гора; Замкова гора.

Вигідне розташування між долинами Дніпра та його притокою Либіддю зумовило давнє заселення Верхнього міста, переважно по краях плато. Тут виявлено палеолітичну стоянку, кілька поселень трипільської культури, пам'ятки доби бронзи і скіфського часу. На Старокиївській горі відомі поселення зарубинецької культури та могильник черняхівської культури (найбільш північний у Середньому Подніпров'ї), а також окремі знахідки і скарби римських монет 1-ї половини 1 тисячоліття, зокрема один із найбільших на теренах України скарб, знайдений 1875 біля сучасної Львівської площі, що налічував понад 4 тисяч монет.
До 3-ї чверті 1 тисячоліття належать протокиївські пам'ятки, виявлені на кількох ділянках гори. Серед них 2 поселення — по вулиці Володимирській (садиба Національного музею історії України) та Великій Житомирській (біля гори Дитинка), знахідки окремих прикрас із бронзи та срібла — зооморфної та пальчастої фібул, кількох браслетів з потовщеними кінцями. У 8—9 століттях на Старокиївській горі сформувалося поселення, яке не пізніше початку 10 століття перетворилося на Старокиївське городище («городок Кия»). Синхронно з ним у різних частинах гори функціонували кілька курганних могильників. Згідно з «Повістю временних літ» у середині 10 століття на «Горі» були 2 князівські двори, один з яких належав княгині Ользі («двор теремный вне града»), а також капище Перуна — «Перунов холм».
За Володимира Святославича укріплення Старокиївського городища знесли, і в північний частині Старокиївській гори виник новий міський центр, відомий під науковою назвою «місто Володимира». За Ярослава Мудрого велика територія на південь від «міста Володимира» була оточена потужними укріпленнями та забудована (див. Місто Ярослава, Золоті ворота); її центральною спорудою став Софійський собор.
Після монголо-татарської навали (1240) Старокиївська гора втратила роль міської твердині й осередку влади, а після нападу на Київ Менглі-Гірея I (1482) майже повністю спорожніла. Проте продовжували діяти Софійський собор і Київський Свято-Михайлівський Золотоверхий монастир. Наприкінці XVI століття навколо Софійського собору (див. також Софійський монастир) виникло поселення — Софійська слобода. 1654 року розпочалося спорудження Старокиївської фортеці, завдяки чому Старокиївська гора повернула собі роль військово-адміністративного центру, яка була втрачена знову на початку XVIII століття, коли на Печерську заснували нову Київську фортецю. Незважаючи на новий період занепаду, який у 18 — 1-й третині 19 століття переживало Верхнє місто, тут з'явилося кілька значних мурованих споруд, у тому числі Андріївська церква і Олександрівський костел (1817—38). У 1830-х роках почали зносити земляні укріплення і прокладати нові вулиці, у тому числі головну — Володимирську. При цьому збереглася середньовічна планувальна схема, прикметна особливість якої — вулиці, що віялами розходяться від двох майданів (сучасні майдан Незалежності та Львівська площа), де колись існували міські брами. На терасі північно-східного схилу гори 1853 встановили пам'ятник київському князю Володимиру Святославичу (скульптори В.Демут-Малиновський і П.Клодт, архітектор О.Тон), навколо якого пізніше утворився парк «Володимирська гірка». Між Софійським собором та Свято-Михайлівським Золотоверхим монастирем утворився величезний простір, який після спорудження в 1850-ті роках будинку губернських Присутствених місць був розділений на два майдани — Софійський та Михайлівський. На першому з них було встановлено пам'ятник Б.Хмельницькому (1888, скульптор М.Микешин, архітектор В.Ніколаєв), на другому — княгині Ользі (1911, скульптори І.Кавалерідзе та інші; перший об'єкт із нереалізованого задуму створити історико-мистецький комплекс «Історичний шлях»). У 1880-х — 1910-х роках Старокиївська гора була забудована багатоповерховими прибутковими будинками.
Після перенесення столиці УСРР до Києва (1934) у Верхньому місті планували розмістити урядовий центр. Щоб вивільнити для нього місце, знесли Свято-Михайлівський Золотоверхий монастир і Трьохсвятительську церкву — пам'ятку 12 століття (Також у 1930-х роках знесли Стрітенську, Свято-Георгіївську та Нову Десятинну церкви). Із запроєктованого комплексу був споруджений тільки будинок ЦК КП(б)У (1936—1939, архітектор Йосип Лангбард; нині МЗС України). Серед інших будівель радянського часу слід відзначити розташований у межах Старокиївського городища будинок Художньої школи (1939, архітектор Йосип Каракіс), який в 1944 переданий Історичного музею УРСР (нині Національний музей історії України). У 1980-ті роки було впорядковано його садибу, позначено на місцевості рештки стародавніх споруд, відбудовано Золоті ворота, облаштовано «Пейзажну алею». Наприкінці 1990-х років відтворено Свято-Михайлівський Золотоверхий монастир. Із 1970-х роках Верхнє місто має режим археологічної охоронної зони й архітектурної охоронної зони, а окремі ділянки — статус архітектурного та/або археологічного заповідника. Незважаючи на це, з 2-ї половини 20 століття тут споруджують будівлі, які порушують цілісність історичного середовища (25-поверховий Будинок торгівлі, 1968—81, архітектор В. Єжов; бізнес-центр «Міленіум», 2000, архітектор С. Бабушкін; готель «Хайят Рідженсі», 2007, архітектор Я. Віг).